# MS Thomson Dream
O MS Thomson Dream é um navio transatlântico pertencente à Costa Crociere S.p.A., a maior companhia de cruzeiros da Europa, fretado para a  Thomson Cruises.

## Construção
O navio foi construído pelo estaleiro Jos. L. Meyer Gmbh & CO em 1986 para a companhia de navegação "Home Lines" e recebeu o nome de SS Homeric. Em 1988, foi vendido a "Holland America Line", quando foi executado o trabalho de alongamento do casco, e rebatizado como Westerdam. Em 2002, foi comprado pela Costa Crociere S.p.A. é passou por uma renovação total. Em 2010 foi fretado por 10 anos para a companhia "Thomson Cruises" e hoje se chama Thomson Dream.